# Bolbothyreus ruficollis
Bolbothyreus ruficollis är en skalbaggsart som beskrevs av Bruch 1925. Bolbothyreus ruficollis ingår i släktet Bolbothyreus och familjen Bolboceratidae. Inga underarter finns listade.